# Бретя-Ромине (комуна)
Бретя-Ромине (рум. Bretea Română) — комуна у повіті Хунедоара в Румунії. До складу комуни входять такі села (дані про населення за 2002 рік):
- Берку (14 осіб)
- Бецелар (226 осіб)
- Бретя-Ромине (267 осіб) — адміністративний центр комуни
- Бретя-Стреюлуй (281 особа)
- Вилчеле (235 осіб)
- Вилчелеле-Буне (463 особи)
- Вилчелуца (36 осіб)
- Гинцага (313 осіб)
- Ковраджу (172 особи)
- Мечеу (366 осіб)
- Околішу-Маре (234 особи)
- Плопі (263 особи)
- Руші (263 особи)

Комуна розташована на відстані 277 км на північний захід від Бухареста, 25 км на південь від Деви, 132 км на південь від Клуж-Напоки, 139 км на схід від Тімішоари.

## Населення
За даними перепису населення 2002 року у комуні проживали 3133 особи.
Національний склад населення комуни:
| Національність | Кількість осіб | Відсоток |
| -------------- | -------------- | -------- |
| румуни         | 3099           | 98,9%    |
| угорці         | 17             | 0,5%     |
| німці          | 10             | 0,3%     |
| цигани         | 6              | 0,2%     |
| греки          | 1              | < 0,1%   |

Рідною мовою назвали:
| Мова      | Кількість осіб | Відсоток |
| --------- | -------------- | -------- |
| румунська | 3119           | 99,6%    |
| угорська  | 10             | 0,3%     |
| німецька  | 4              | 0,1%     |

Склад населення комуни за віросповіданням:
| Релігія                                       | Кількість осіб | Відсоток |
| --------------------------------------------- | -------------- | -------- |
| православні                                   | 2804           | 89,5%    |
| п'ятдесятники                                 | 203            | 6,5%     |
| баптисти                                      | 68             | 2,2%     |
| римо-католики                                 | 19             | 0,6%     |
| адвентисти                                    | 15             | 0,5%     |
| реформати                                     | 9              | 0,3%     |
| греко-католики                                | 2              | 0,1%     |
| атеїсти                                       | 2              | 0,1%     |
| бретрени                                      | 1              | < 0,1%   |
| старообрядці                                  | 1              | < 0,1%   |
| лютерани (Синодально-пресвітеріанська церква) | 1              | < 0,1%   |
| лютерани                                      | 1              | < 0,1%   |